# Đồng Tâm Long An
Đồng Tâm Long An war ein 2000 gegründeter Fußballverein aus Tân An, Vietnam. Er spielte in der höchsten Liga des Landes, der V-League. Seine Heimspiele trug der Verein im Long-An-Stadion aus. Nachdem der Verein im Jahre 2015 insolvent geworden war, wurde er aufgelöst und ab 12. Dezember 2015 durch den bereits zuvor existierenden FC Long An ersetzt.

## Geschichte
Gegründet wurde der Verein 2000 als Ceramic Club Đồng Tâm Long An aus der Fusion der U-21 Đồng Tâm Ceramic und dem FC Long An. Namensgeber, Sponsor und Initiator des Zusammenschlusses beider Mannschaften war die Firma Dong Tam Ceramic Co. Võ Quốc Thắng, der Präsident des Vereins und damaliger Manager der Firma Đồng Tâm Ceramic Co., wollte schon früh den Sport fördern. Er schuf professionelle Strukturen und gründete neben der U-21 Mannschaft auch noch U-11-, U-13-, U-15-, U-18-Auswahlen. Der andere Verein, FC Long An, war nur mäßig erfolgreich. Dem Abstieg zum Ende der Saison 1999/2000 folgte zum Ende der Saison 2001/02 der Wiederaufstieg in die V-League. Danach erfolgte ein Zusammenschluss mit dem FC Long An. Seitdem war Đồng Tâm Long An zumeist in der Spitze der Liga zu finden. Dies resultierte in dem Gewinn der Meisterschaften 2005 und 2006, sowie dem Gewinn des Vietnamesischen Pokals 2005. 2006 und 2007 nahm der Verein an der AFC Champions League teil, konnte jedoch beide Male nicht einen einzigen Punkt holen. 2007 wurde das Ceramic aus dem Vereinsnamen gestrichen. Ab dem Spieljahr 2009 konnte sich der Verein nicht mehr in der Topgruppe der Liga halten und musste 2011 sogar den Abstieg in die Zweitklassigkeit antreten. Daraufhin folgte 2012 der Meistertitel und der direkte Aufstieg zurück in die höchste Fußballliga des Landes. Nachdem er Klub 2015 insolvent geworden war, wurde er wieder in zwei Teile aufgespalten. Während der eine abgespaltene Teil aufgelöst wurde, blieb der FC Long An bestehen und nahm ab 2016 wieder seinen Spielbetrieb in der Erstklassigkeit auf.

## Vereinserfolge

### National
- V.League 1

Meister: 2005, 2006
Vizemeister: 2003, 2007, 2008
- Vietnamese Cup

Sieger: 2005
- Zweitligameister und Aufstieg

2012

## Bekannte Spieler
- Huỳnh Quang Thanh
- Phan Văn Tài Em
- Nguyễn Tài Lộc
- Phạm Hoàng Lâm
- Nguyễn Huỳnh Quốc Cường